# Plagiochasma wrightii
Plagiochasma wrightii är en bladmossart som beskrevs av William Starling Sullivant. Plagiochasma wrightii ingår i släktet Plagiochasma och familjen Aytoniaceae. Inga underarter finns listade i Catalogue of Life.